# Ivan Bodin
Erik Ivan Bodin (Sundsvall, 1923. július 20. – 1991. augusztus 29.) svéd válogatott labdarúgó.

## Sikerei, díjai

### Klub
- AIK Fotboll
  - Svéd kupa: 1949, 1950